# Beklaagde
Een beklaagde is in de officiële terminologie van het gerecht in België een (nog) niet veroordeeld persoon waartegen een strafvordering is ingesteld en die voor de politierechtbank of de correctionele rechtbank moet verschijnen.